# 肥利喇亞美打大馬路
肥利喇亞美打大馬路（葡萄牙語：Avenida do Conselheiro Ferreira de Almeida）又名荷蘭園大馬路和荷蘭園正街，位於澳門半島中部，東北—西南走向。南端在東望洋街口接水坑尾街，北端至美副將大馬路，全長約1,030米。是澳門半島重要的南北通道。

## 簡介
在19世紀末至20世紀初，這裡興建了八座兩層貴族式的住宅和學校，為澳門新古典主義風格影響下最有代表性的建築群，被稱為「八間屋」。這八間屋包括現今的文化局、塔石衛生中心、中央圖書館、歷史檔案館、塔石藝文館、文學館、饒宗頤學藝館及利氏學社。而盧廉若公園則在馬路中段西側。可是1990年代開始呈衰落態勢。於是政府在2005年把塔石球場改建為塔石廣場，以帶動旅客聚集消費。

## 沿途街道 (從北到南)
- 高甸玉街
- 柯維納總督街
- 雅廉訪大馬路
- 肥利喇亞美打巷
- 高士德大馬路
- 巴士度街
- 飛良韶街
- 羅利老馬路
- 美的路主教街
- 沙嘉都喇賈罷麗街
- 塔石巷
- 亞豐素雅布基街
- 西墳馬路
- 高偉樂街
- 路義士若翰巴地士打街
- 若翰亞美打街
- 巴冷登街
- 東望洋街

## 公共巴士
M45 荷蘭園／栢蕙（Cons. F. Almeida / Pak Wai）
路線：2、2A、6A
M59 荷蘭花園（Cons. F. Almeida / Holland Garden）
路線：2、2A、6A、16、16S
M76 盧廉若公園（Jardim Lou Lim Iok）
路線：2、2A、5、9、9A、12、16、16S、22、25、25B、28C、N2